# Yacimiento del Cerro Tormejón
El Yacimiento del Cerro Tormejón es un yacimiento arqueológico ubicado en Armuña, Segovia. Los testimonios materiales informan sobre una primera ocupación del cerro en el III milenio antes de Cristo gracias a la presencia de algunas cerámicas de forma globular junto con algunas piezas talladas en sílex que se acomodan a los primeros compases de la Edad del Cobre. También se han recuperado cerámicas de estilo marítimo, puntillado geométrico y Ciempozuelos pertenecientes a las gentes del vaso campaniforme. Posteriormente, Cerro Tormejón debió de erigirse como un emplazamiento encastillado durante la Edad del Bronce, dato confirmado a partir de la presencia de cerámicas adscritas a la cultura Cogotas I.
En el cercano paraje conocido como Vega del Nogal y a menos de 500 m al oeste del Tormejón, se emplaza una aldea de la Primera Edad del Hierro, donde se han documentado restos de cabañas asociadas a las fases formativa y plena de la cultura del Soto de Medinilla.
De todas las fases rastreadas en Cerro Tormejón destaca la ocupación de la Segunda Edad del Hierro (siglo V al I a. C.). La extensión del poblado vacceo en lo alto del cerro abarca 6 ha, si bien existen dos áreas separadas. La zona occidental alcanza unas 4,5 ha y es el sector donde se han documentado restos de viviendas de planta rectangular construidas con adobe. El lado oriental del peñasco conserva las plantas de casas excavadas en la roca y dispuestas de forma abancalada.

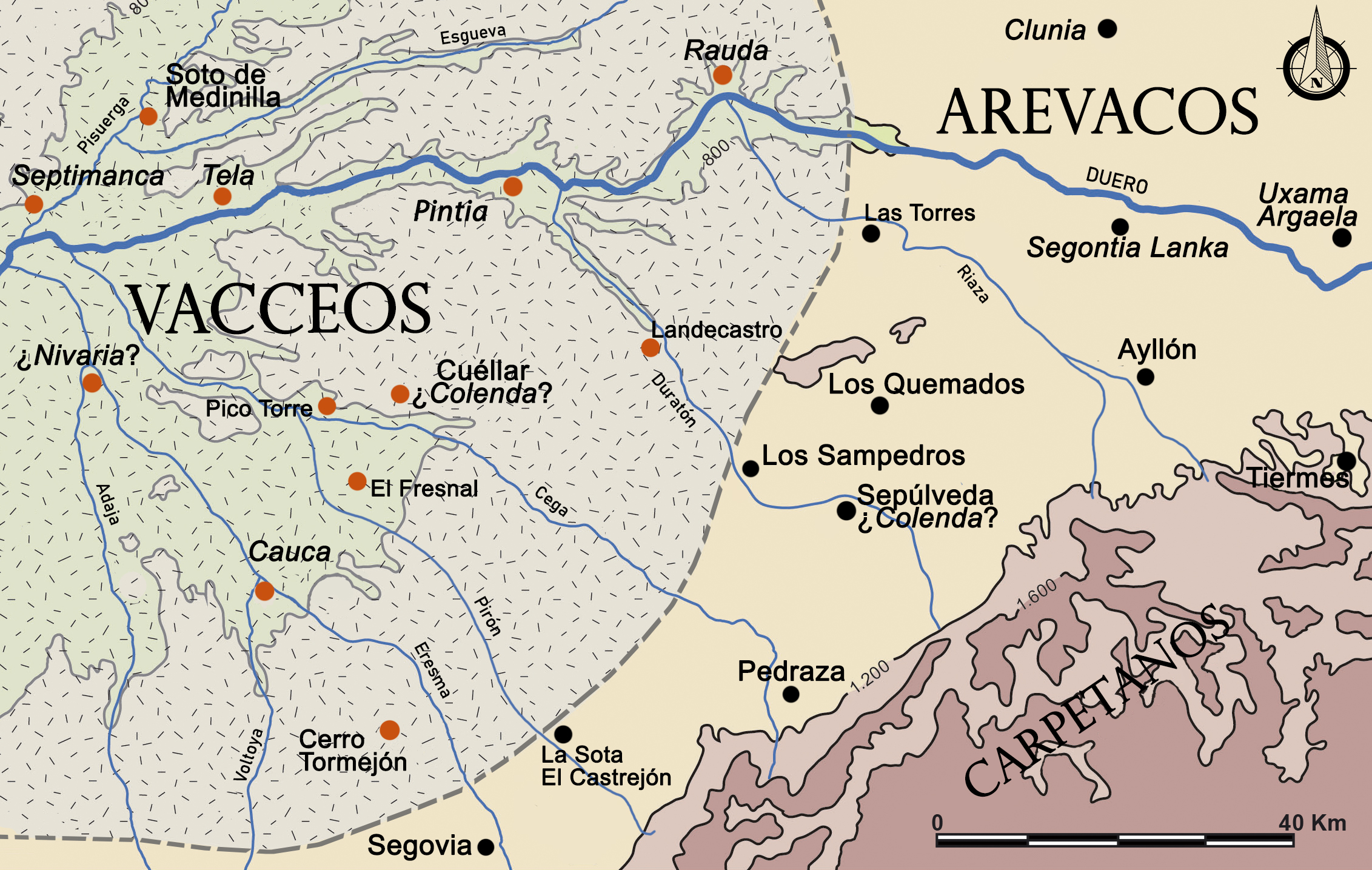
Localización de Cerro Tormejón en territorio vacceo

En época visigoda, durante los siglos V y VII d. C., el Tormejón experimenta una profunda transformación de su espacio, desplazando su hábitat hacia el sector más occidental. La fase final de esta ocupación visigoda es a día de hoy una incógnita, ya que desde el siglo VII al XII el Cerro vive una etapa oscura difícil de interpretar. Finalmente, la documentación medieval refiere que hasta 1476 estuvo ocupado bajo el nombre de aldea de Tormejón. Ese año deja de habitarse y se convierte en el despoblado de Tormejón dentro del término de Armuña.

## Cronología de las intervenciones arqueológicas
Las primeras referencias sobre Cerro Tormejón se corresponden al inventario realizado por Antonio Molinero[1], pionero de la arqueología segoviana, quien describe un conjunto material bastante heterogéneo que incluye cerámicas torneadas de la segunda Edad del Hierro, así como de época romana y visigoda
Las primeras excavaciones arqueológicas en el yacimiento fueron llevadas a cabo por el profesor Francisco Gozalo Viejo en 1977. Gracias a estas intervenciones pudo obtenerse una primera aproximación de la realizad arqueológica del asentamiento, poniendo de manifiesto la riqueza e importancia del enclave al constatar la existencia de restos de viviendas y silos de almacenaje de época vaccea y visigoda.
En 2019 y más de cuatro décadas después, el equipo del Proyecto Eresma Arqueológico retoma las excavaciones arqueológicas con la apertura de un proyecto de investigación impulsado por el Ayuntamiento de Armuña. Los trabajos acometidos hasta la fecha han ampliado sensiblemente la información respecto a la ocupación durante la Segunda Edad del Hierro y el periodo visigodo. 

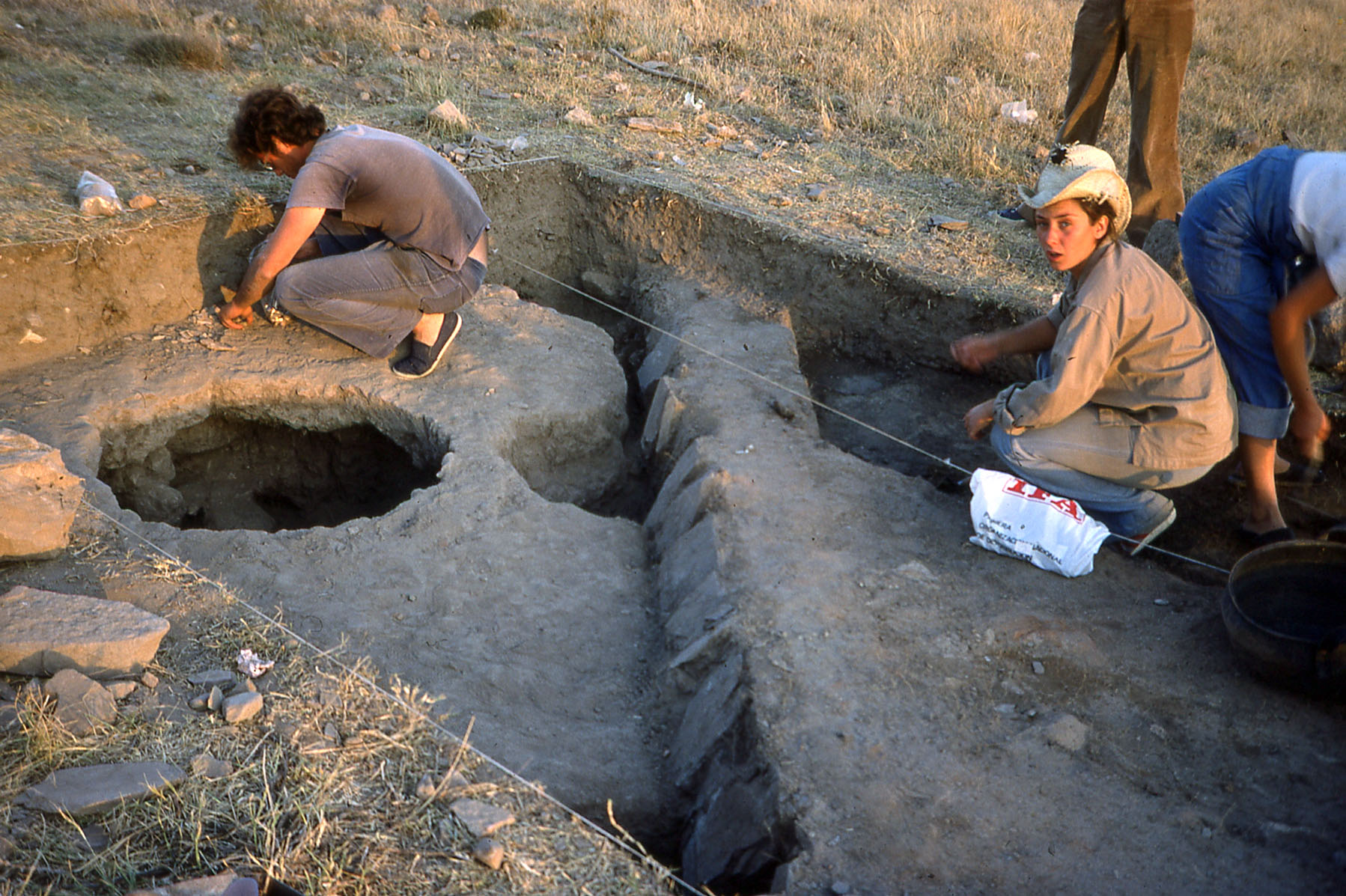
Paco Gozalo Viejo (izquierda) y la arqueóloga Paloma Martín Amorós (derecha) en 1977 excavando en Cerro Tormejón

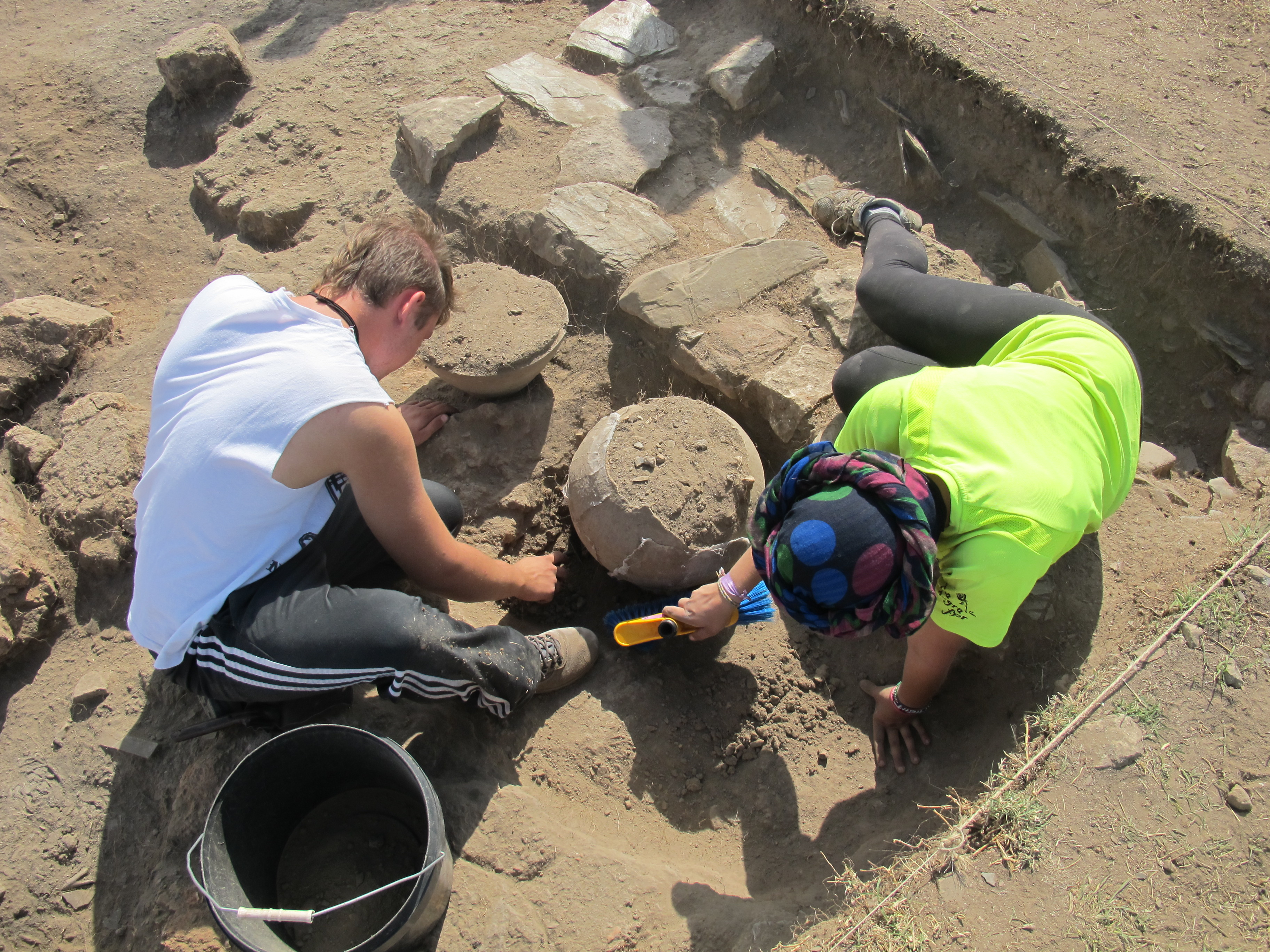
Arqueólogos del Proyecto Eresma Arqueológico en Cerro Tormejón en 2019

## Cerro Tormejón durante la Segunda Edad del Hierro
La zona habitada abarca las 6 ha que ocupa toda su plataforma, a la que se accede por el oeste a través del denominado “Camino Romano” o rampa de “Las Escalerillas”. Este repecho retallado en la roca insinúa, en su parte superior, un giro en codo que daría acceso al hábitat vacceo.        

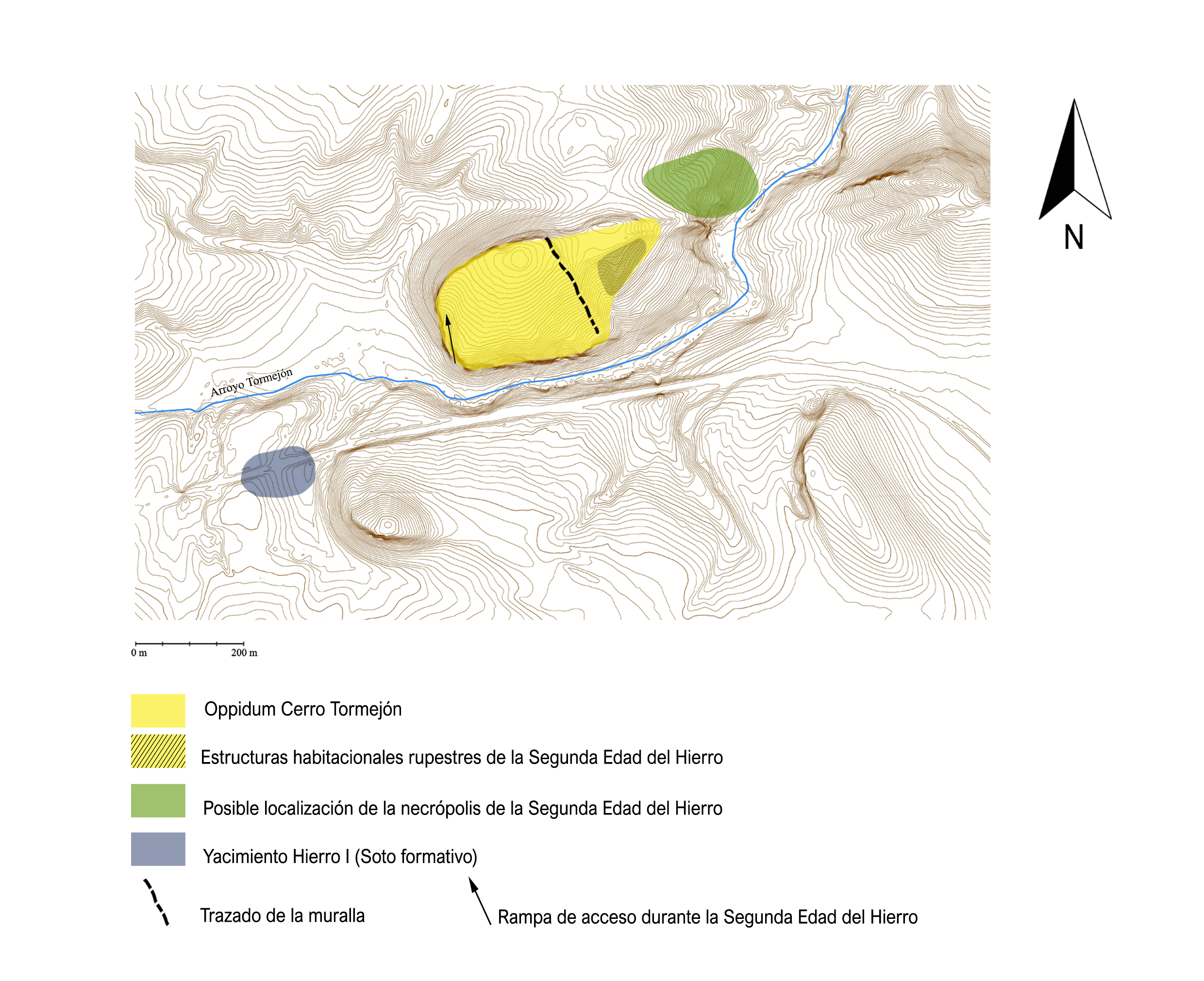
Planimetría de Cerro Tormejón (Armuña, Segovia)

### Arquitectura doméstica
En el sector occidental del poblado se ha documentado una casa de planta rectangular que conserva dos habitaciones. El sistema constructivo parte de un primer cajeado de lajas de pizarra donde se insertan módulos de adobe trabados con barro reforzados con un poste de madera.
Por su parte, en un afloramiento de caliza localizado en el lado SE del oppidum se observan hoyos de poste y plantas rectangulares excavadas en la roca pertenecientes a un conjunto de viviendas rupestres dispuestas de forma abancalada. En algunos casos, aparecen fosas y canales alargados en el perímetro de las casas que sugieren un uso como conductos de drenaje del agua de lluvia. Otros, sin embargo, debieron de funcionar como zanjas de cimentación donde se alojaron los muros de barro hoy desaparecidos.

### Ritos funerarios y fundacionales en ámbito doméstico
La campaña de 2020 deparó dos interesantes hallazgos dentro de la esfera ritual intra-doméstica. Se trata de la presencia bajo el suelo de una vivienda vaccea de una inhumación infantil junto a la que se documentó un depósito de fauna.
El enterramiento infantil se corresponde con un recién nacido de no más de 6 meses de vida que fue depositado de costado en el interior de una fosa ovalada excavada en el pavimento de barro de la casa. Constata la existencia de un ceremonial concreto que proporciona una solución a una muerte acaecida en el seno de la familia, en el que la edad del difunto está estrechamente ligada con el emplazamiento de la última morada. A menos de 30 cm a su derecha, apareció una nueva fosa en cuyo interior se alojaba un pequeño ovicáprido.
La proximidad de ambas inhumaciones en un mismo contexto doméstico plantea ciertas cuestiones. Esta convivencia espacial, podría estar revelando una secuencia de acontecimientos diacrónicos en los que el animal sacrificado estaría vinculado a la fundación de la casa, favoreciendo la buena ventura de sus moradores. Posteriormente, el fallecimiento de un menor en el seno de la familia implicaría la disposición del neonato junto a aquel símbolo de buen augurio, quizás como ente protector en su viaje al más allá. Otra línea interpretativa plantea una relación sincrónica en la que el sacrificio del ovicáprido estaría consecuentemente vinculado a la muerte del individuo infantil. De este modo, nos encontraríamos ante un sacrificio en honor al inhumado.
Los investigadores del yacimiento indican que se trata de dos testimonios que sugieren con firmeza que la ideología inherente a las ceremonias fúnebres y profilácticas persisten con notoria vitalidad. Este fenómeno, por ende, se erige como un argumento que robustece la teoría de que las gentes de la Cultura de El Soto de Medinilla fueron, en efecto, los predecesores de los vacceos que describen las fuentes y que documenta la arqueología.

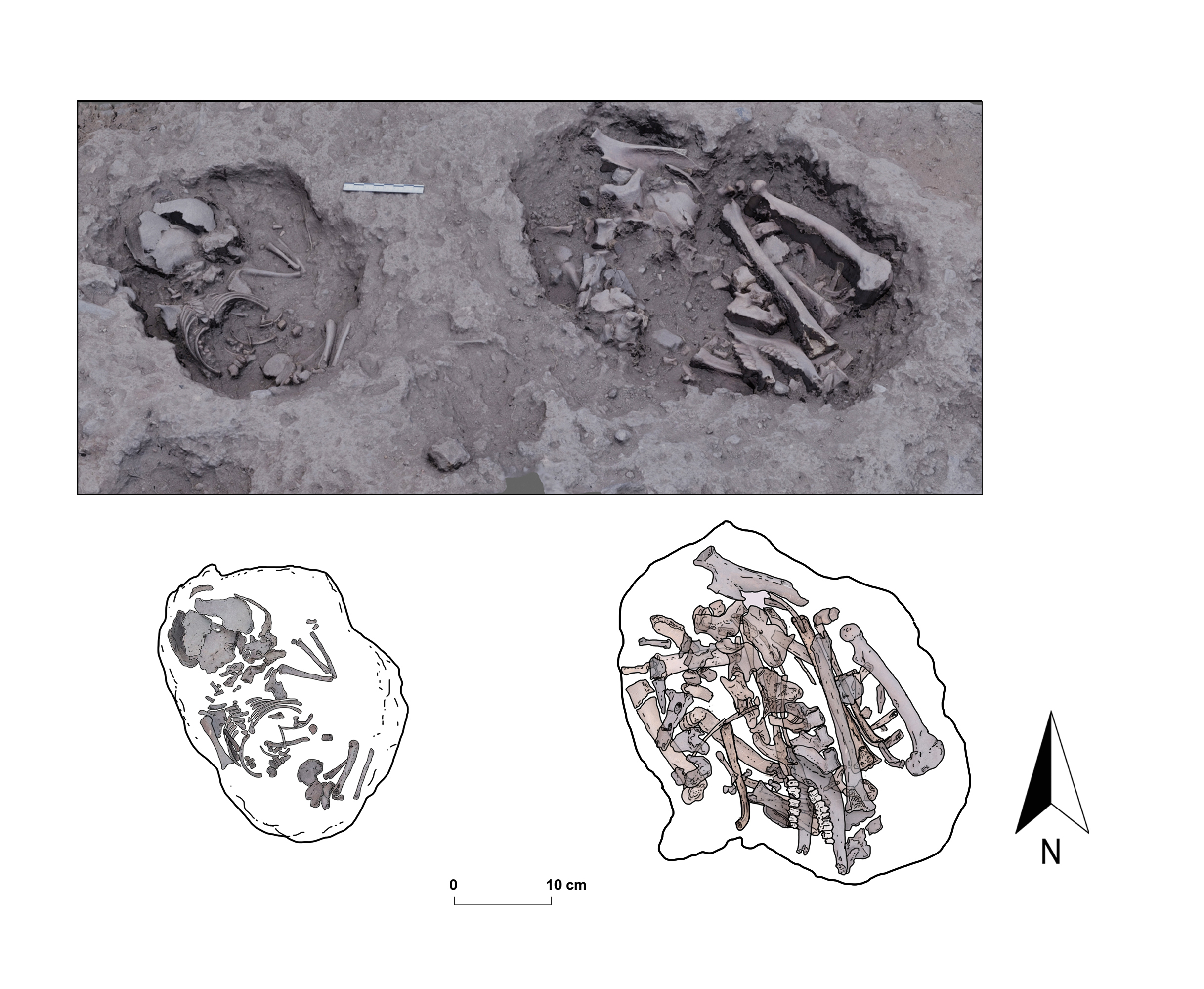
Enterramiento infantil y deposito de ovicáprido en Cerro Tormejón

## La muralla vaccea de Cerro Tormejón
El carácter estratégico y defensivo de Cerro Tormejón viene definido por su morfología destacada en el paisaje, ya que estamos ante un peñasco calizo constituido por rocas sedimentarias del Cretácico con unas escarpadas defensas naturales en tres de sus flancos (O, N y S). En paralelo al cortado occidental se localiza una rampa tallada en la roca que asciende muy tendida en dirección a la parte alta del poblado donde gira en codo. El lado oriental no cuenta con estas características tan pronunciadas, siendo esta circunstancia una de las causas principales que determinarán la construcción de la muralla. 
El trazado de la muralla es claramente perceptible tanto por fotografía aérea, como a nivel de suelo. Esta se dispone en el lado oriental del oppidum, bajando en dirección NO-SE hacia el cortado que vierte al arroyo Tormejón. En algunos puntos se aprecia la cara interna levantada con sillares de caliza, si bien, en su mayoría, únicamente es visible el cono de derrumbe al interior y exterior del recinto que delimita. Las intervenciones arqueológicas efectuadas sobre la muralla se inician en 2021 y han puesto de manifiesto la existencia de una defensa que conserva unas dimensiones de 7 metros de anchura, por 1,60 metros de alto, posicionándola como una de las mejor conservadas en el territorio.

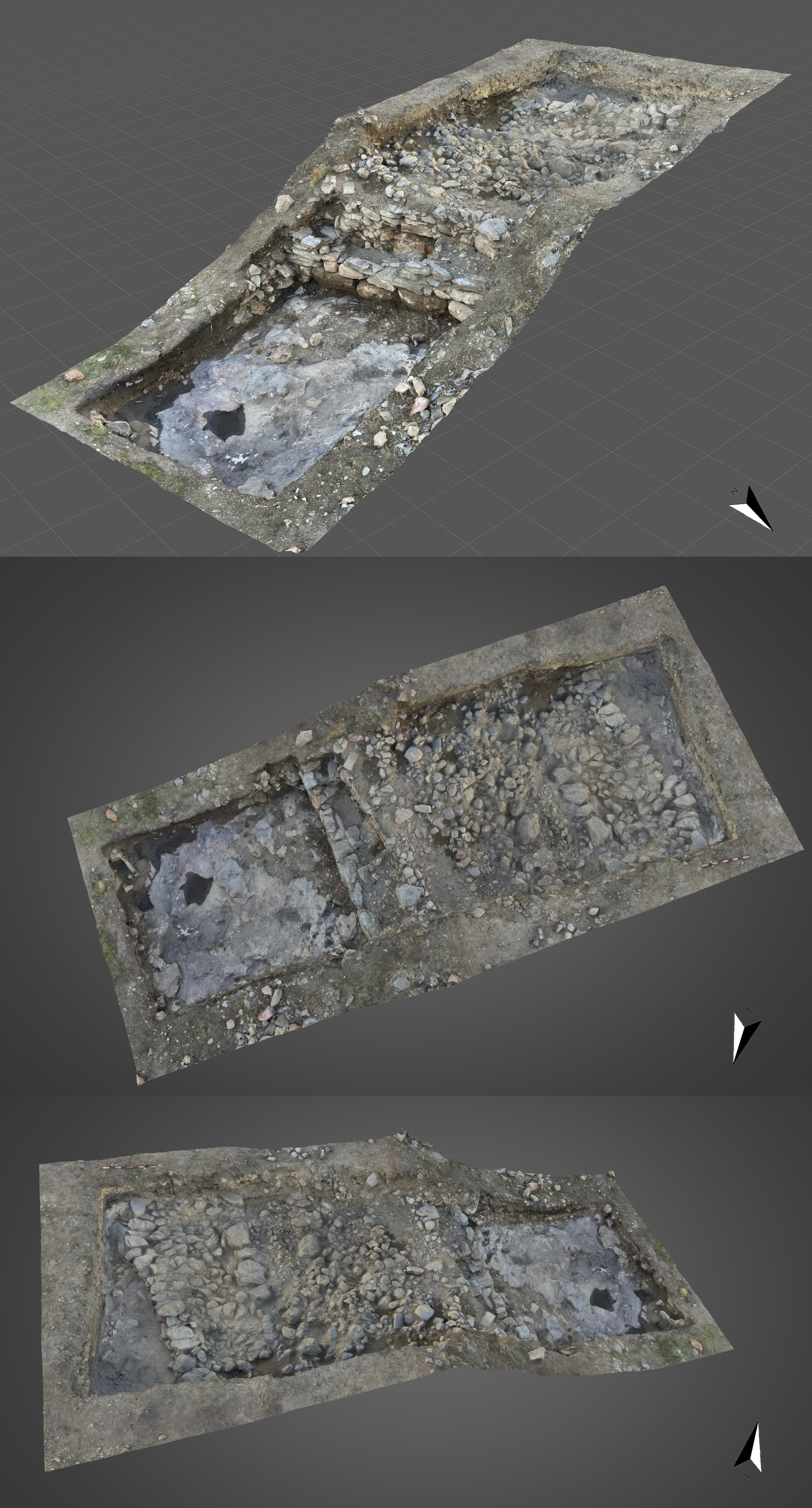
Fotogrametría 3D de la muralla de Cerro Tormejón (Armuña, Segovia)

## Cultura material vaccea en Cerro Tormejón
Las cerámicas elaboradas a torno de Cerro Tormejón muestran unas características propias del territorio vacceo, con ejemplares de pastas claras y anaranjadas que se documentan desde finales del siglo V a. C., hasta el I a.c. La superficie de los recipientes aparece recurrente pintada con motivos geométricos: semicírculos concéntricos, rombos rellenos de tinta, líneas y bandas horizontales etc.   También comparecen otras producciones elaboradas a mano cuya elaboración comienza en estas tierras durante la Primera Edad del Hierro, a partir del siglo VII, y por parte de la cultura del Soto de Medinilla, a la sazón los ancestros de los vacceos que recogen las fuentes clásicas.

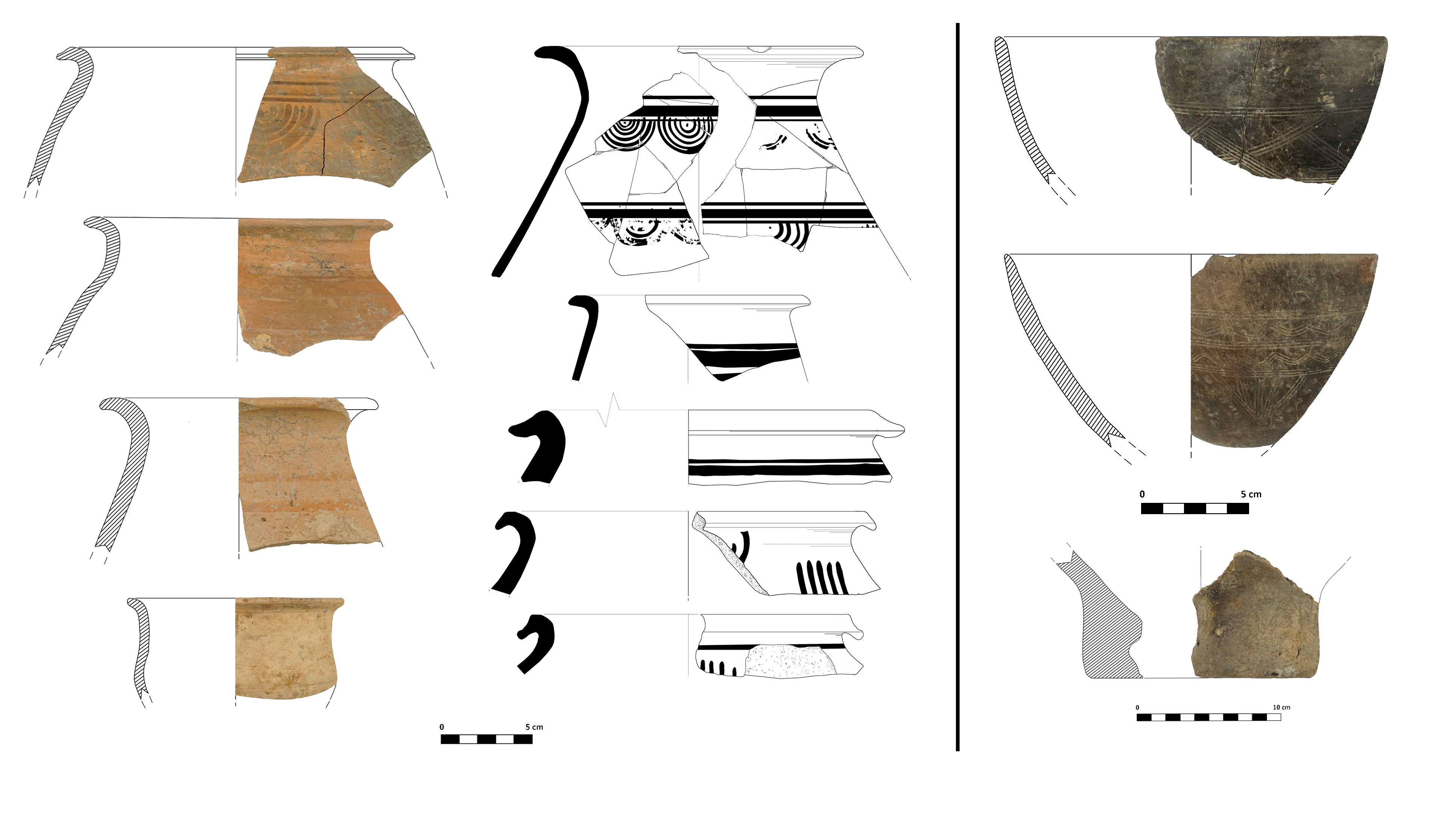
Cerámicas vacceas elaboradas a torno (izquierda) y a mano (derecha). Cerro Tormejón, Armuña, Segovia

## Cerro Tormejón en época tardoantigua y visigoda
La segunda gran ocupación de Cerro Tormejón se corresponde ya con la Tardoantigüedad, a partir de mediados del siglo V d. C.  Los materiales arqueológicos recuperados en superficie y durante las intervenciones arqueológicas de 1977 identifican un conjunto de cerámicas estampilladas con rosetas, arcos, semicírculos, círculos, rombos, cuadrados, triángulos, losanges, planta pedis e incluso una de ellas ornada con un motivo zoomorfo, concretamente un cérvido .
En una de las catas arqueológicas practicadas en 1977, se documentaron los restos de un muro de una sola hilada, levantado con bloques de piedra caliza y pizarra trabados con tierra, al que se asocia una ollita con pico vertedor decorada con arquillos estampillados.

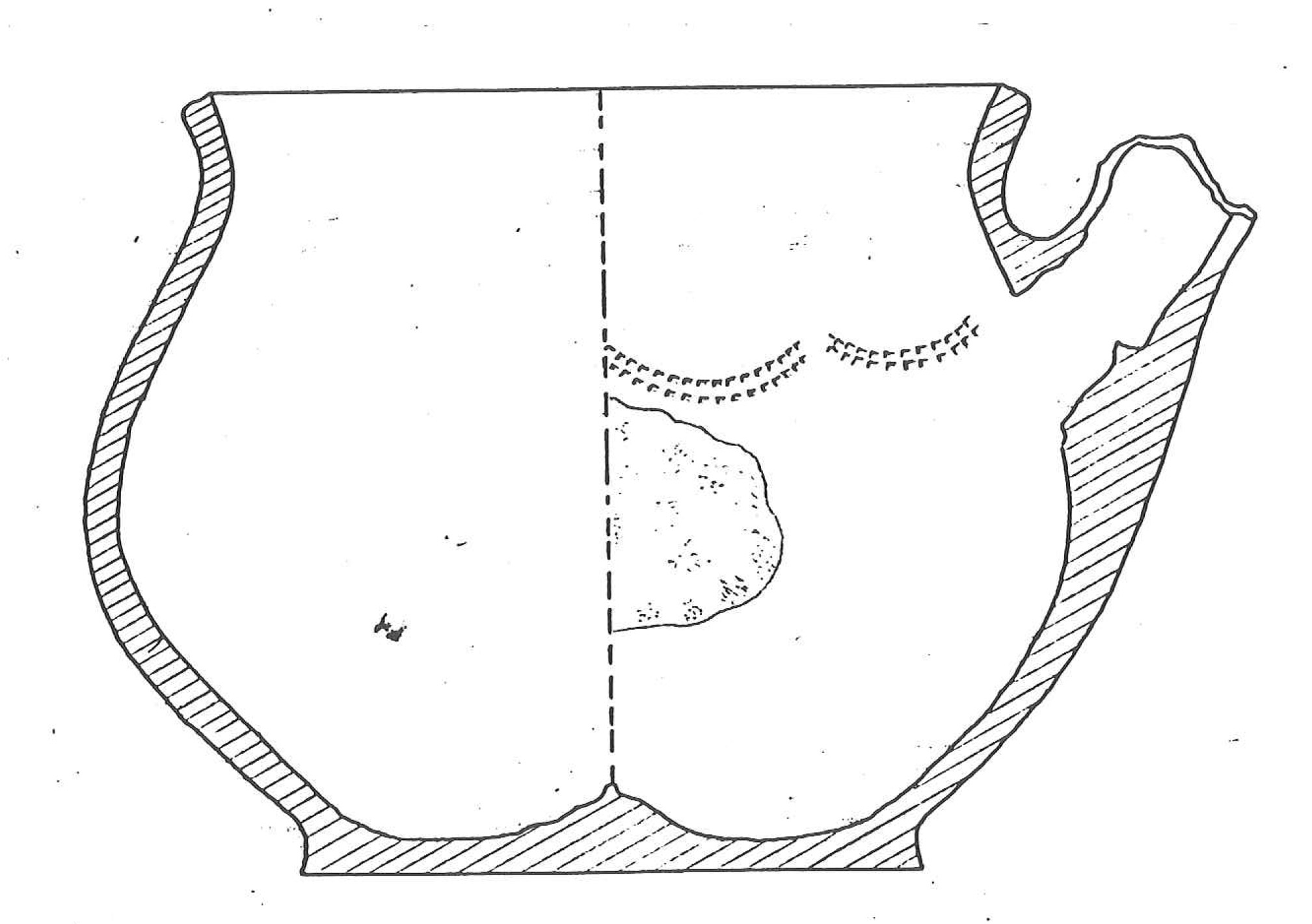
Cerámica estampillada con pico vertedor procedente de Cerro Tormejón (Armuña, Segovia)

Las intervenciones realizadas en  2019 y 2020 en el sector occidental del asentamiento han permitido vislumbrar restos de viviendas levantadas sobre un zócalo de piedra caliza y en cuyo interior se han recuperado enseres domésticos como son dos grandes recipientes de almacenaje además de molinos de granito para la molienda del cereal. La necrópolis de los habitantes del cerro en estas fechas parece localizarse al oeste del yacimiento en el pago de La Veguilla, puesto que aparecen tumbas rectangulares con orientaciones dispares, realizadas con lajas de pizarra y ladrillo macizo.

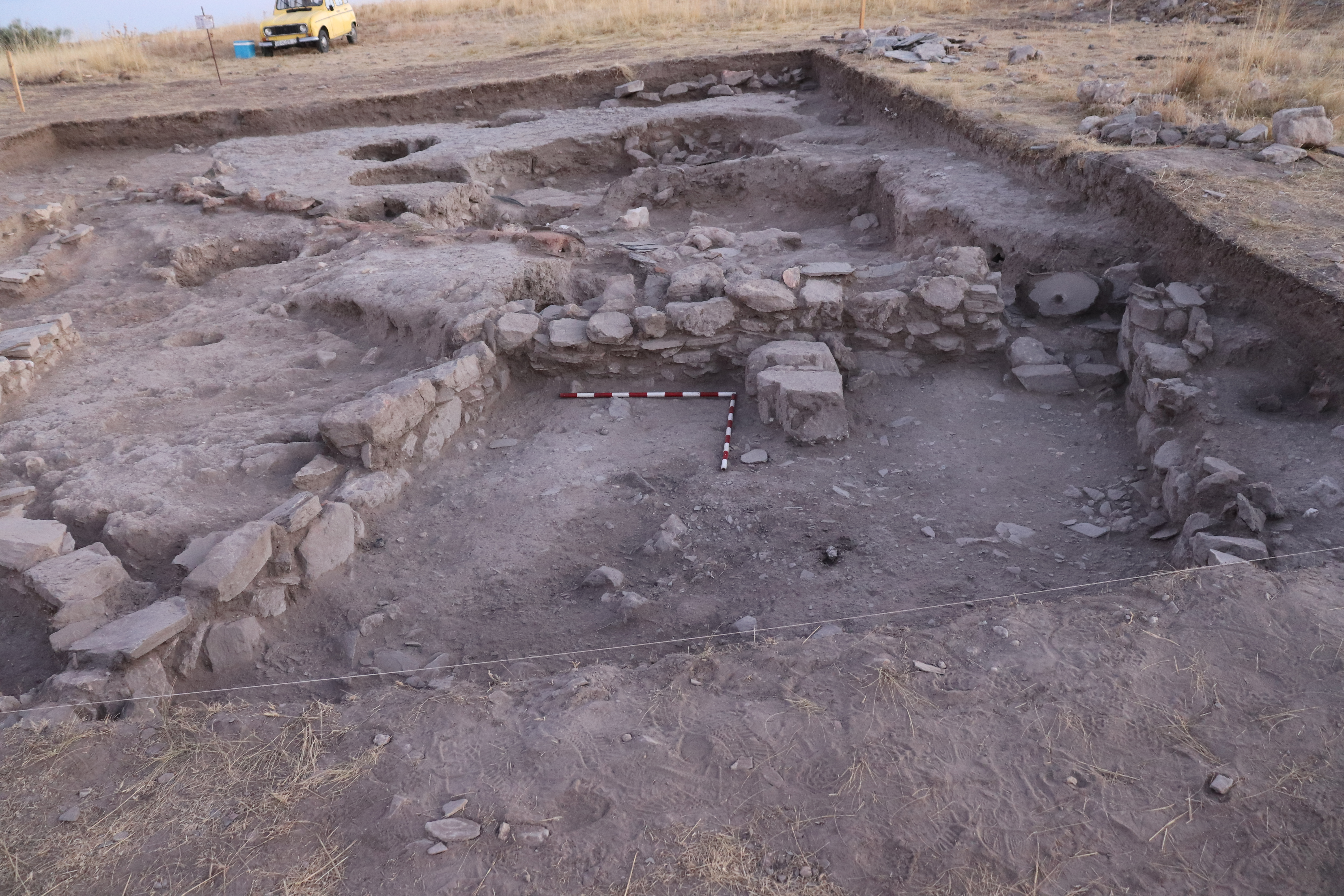
Campaña arqueológica año 2020. Vivienda de época visigoda de Cerro Tormejón, Armuña, Segovia